# Alberto Cavalletto
Alberto Cavalletto (Padova, 28 novembre 1813 – Padova, 19 ottobre 1897) è stato un politico italiano.
È stato deputato per la Camera del Regno di Sardegna nel 1860 e deputato alla Camera del Regno d'Italia dal 1864 al 1865 e dal 1868 fino al 1892. In quell'anno venne nominato senatore del Regno d'Italia.

## Biografia
Nacque al Bassanello, sobborgo fluviale di Padova, il 28 novembre 1813 da Antonio Cavalletto e Maria Sandri. Si laureò in ingegneria idraulica all'Università di Padova. Entrò giovanissimo nelle file dei liberali, nel 1848 combatté a Vicenza in qualità di maggiore della Legione Brenta Bacchiglione ed ebbe un ruolo attivo nella difesa di Venezia.
Arrestato dalla polizia austriaca nel 1852, venne condannato a morte assieme a Tito Speri, Giovanni Malaman e altri patrioti, ma ottenne la commutazione della pena in sedici anni di reclusione, che vennero scontati a Josefstadt e a Lubiana.
Liberato con l'amnistia del 1856, si trasferì in Piemonte, dove perseguì la sua opera di patriota in favore dell'unità d'Italia sotto i Savoia. Dal gennaio nel 1859, Cavalletto divenne una figura fondamentale del Comitato Politico Centrale Veneto, nato per coordinare i comitati segreti locali che agivano sul territorio con azioni propagandistiche contro il governo asburgico. Negli ultimi anni della dominazione austriaca nel Veneto, Cavalletto fu mandante (o complice degli organizzatori) di varie aggressioni e lanci di "bombe alla Orsini" contro le case di sacerdoti e privati cittadini accusati di opporsi all'unificazione. Il Comitato Politico, di cui il patavino era segretario, si occupava inoltre di finanziare manifestazioni di protesta nel Veneto e nel Friuli, caratterizzate dall'accensione di "fuochi di Bengala" e dall'esposizione di tricolori. 
Alle elezioni suppletive della VII Legislatura per il collegio elettorale di Chiari, tenutesi il 1º luglio 1860, si candidò per conto della destra filocavouriana bresciana; fu eletto al ballottaggio del 5 luglio contro il candidato dei radicali Bettalini. Nel 1864, fu nuovamente eletto deputato alla Camera in occasione delle elezioni suppletive del collegio di Casalmaggiore. Si ripresentò allo stesso collegio in occasione delle elezioni generali dell'anno dopo, ma venne sconfitto dal candidato della sinistra Giuseppe Garibaldi.
Nel 1866, dopo la terza guerra d'indipendenza, tornò in Veneto e divenne deputato alla Camera per i collegi elettorali di Valdagno (1868-1873), San Vito al Tagliamento (1873-1882) e Pordenone (1882-1892).
Fu elevato alla dignità senatoriale il 20 novembre 1892.
Morì a Padova il 19 ottobre 1897.